# Socratina keraudreniana
Socratina keraudreniana är en tvåhjärtbladig växtart som beskrevs av Simone Balle. Socratina keraudreniana ingår i släktet Socratina och familjen Loranthaceae. Inga underarter finns listade i Catalogue of Life.